# HMS Speaker (D90)
Авіаносець «Спікер» (англ. HMS Speaker (D90)) — ескортний авіаносець США часів Другої світової війни типу «Боуг» (2 група, тип «Ameer»/«Ruler»), переданий ВМС Великої Британії за програмою ленд-лізу.

## Історія створення
Авіаносець «Спікер» був закладений 9 жовтня 1942 року на верфі «Seattle-Tacoma Shipbuilding Corporation» під назвою «USS Delgada (CVE-40)». Спущений на воду 20 лютого 1943 року. Переданий ВМС Великої Британії, вступив у стрій під назвою «Спікер» 20 листопада 1943 року.

## Історія служби
Після вступу у стрій протягом 1944 року «Спікер» використовувався як навчальний авіаносець.
Протягом січня-лютого 1945 року «Спікер» здійснював перевезення літаків з Англії в Австралію. З березня по травень 1945 року авіаносець входив до складу групи супроводу плавучого тилу британського Тихоокеанського флоту. Брав участь у битві за Окінаву, де його літаки здійснювали прикриття кораблів постачання під час операції.
У червні-серпні 1945 року корабель пройшов ремонт
27 липня 1946 року авіаносець «Спікер» був повернутий США, де 25 вересня того ж року був виключений зі списків флоту. 
22 квітня 1947 року корабель був проданий для переобладнання на торгове судно, яке використовуватись під назвою «Lancero» (у 1965 році перейменоване на «President Osmena», у 1971 році - на «Lucky One»).
У 1972 році корабель був проданий на злам і розібраний на Тайвані.